# Hugo van Fosses
De zalige Hugo van Fosses (Fosses, 1093 - Prémontré, 10 februari 1164) was een middeleeuwse monnik en religieus leider die leefde in de 11e eeuw. 

## Levensloop
Na zijn priesteropleiding volgde hij Norbertus en was zijn eerste leerling. Hij werd de eerste prior en later de abt van Prémontré, toen Norbertus in 1126 aartsbisschop van Magdeburg werd. Hij stelde de eerste statuten op van de norbertijnen, en bouwde de orde uit met 120 abdijen.
Hij overleed in Prémontré op 10 februari 1164 en werd er in de abdijkerk begraven. Na de opheffing van Prémontré werden zijn relieken in verschillende kerken in de omgeving bewaard, om ten slotte in 1922 te belanden in de abdij van Bois-Seigneur-Isaac. Nu rusten ze in het generalaat van de norbertijnen te Rome.
Hij werd in 1927 zalig verklaard. Zijn feestdag wordt gevierd op 10 februari.
- Gemeinsame Normdatei: 104356421
- Virtual International Authority File: 71829161